# Quelli della notte
Quelli della notte è stato un programma televisivo di Renzo Arbore e Ugo Porcelli trasmesso da Rai 2 nel 1985 intorno alle 23:00, ideato e condotto da Renzo Arbore.
Ne vennero realizzate 32 puntate, andate in onda (dal lunedì al venerdì) dal 29 aprile al 14 giugno 1985, con l'interruzione del 29 e 30 maggio in seguito alla strage dell'Heysel, e del 6 giugno.

## Il programma
La trasmissione iniziava verso le 23:00 e andava in onda da un luogo che Arbore, accreditato sia come conduttore sia come regista, qualificava come il salotto di casa propria (in realtà si trattava di una scenografia ricostruita all'interno dello studio A del Centro di produzione RAI di Via Teulada). La scelta non era casuale: come in altri suoi programmi precedenti e successivi, l'intento di Arbore era chiaramente satirico nei confronti di un certo tipo di televisione e tendeva a ricreare il clima radiofonico di Alto gradimento. Nel caso di Quelli della notte ad essere presa di mira era principalmente la moda, nata appunto fra la fine degli anni settanta ed i primi anni ottanta, del "salotto televisivo", inteso nei suoi tratti più grossolani e malriusciti, nei quali il risultato era un caotico "raccoglitore" di chiacchiere senza costrutto, in un maldestro assortimento dei più svariati personaggi che dicevano la loro a ruota libera su qualunque argomento, a prescindere dal fatto che ne fossero o meno competenti.
La scaletta alternava brani eseguiti dalla New Pathetic Elastic Orchestra, diretta da Gianni Mazza, cantati in massima parte da Mauro Chiari e Silvia Annicchiarico (con l'apporto di musicisti e fantasisti come Gegè Telesforo, Sal Genovese, Stefano Palatresi e il duo formato da Antonio Maiello e Marcello Cirillo), a scherzi e sketch di comici quali Nino Frassica, Maurizio Ferrini, Andy Luotto, Marisa Laurito, Simona Marchini, Giorgio Bracardi, Massimo Catalano, a interventi di "esperti" quali Riccardo Pazzaglia e Roberto D'Agostino, per arrivare agli interventi altri personaggi surreali e divertenti, anche se meno noti, come Angelo Antonio Toriello, in arte Marvin, o il "metallaro" Richard Benson.

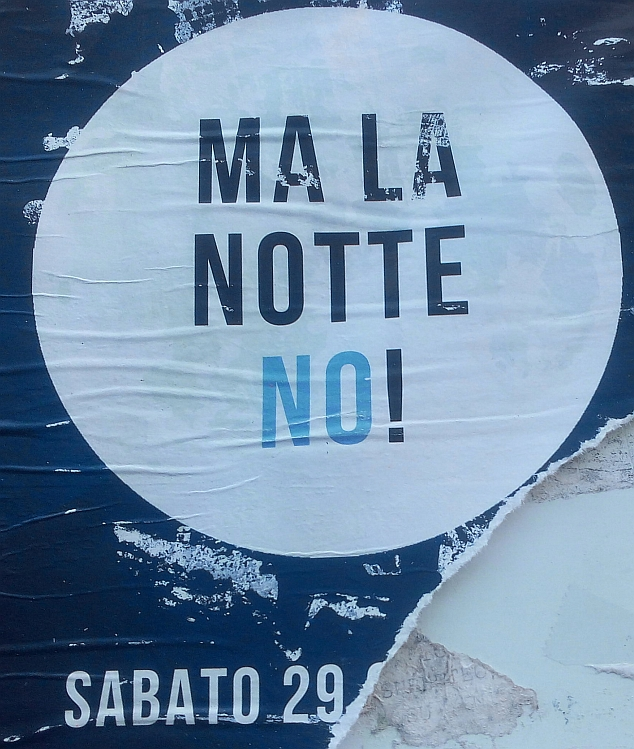
Ma la notte no!: frammento di un manifesto di propaganda politica - Torino, novembre 2016

Come successivamente dichiarato dallo stesso Arbore, caratteristica della trasmissione era quella di non avere un copione predeterminato, ma anzi di procedere a braccio, improvvisando continuamente e cercando di creare un dibattito che fosse il più sconclusionato possibile, al punto che lo stesso Arbore il più delle volte non sapeva cosa avrebbero detto in diretta i vari personaggi.
Il programma ottenne un crescente successo fino a superare il 50% di share. Celebri sono rimaste la sigla di apertura e quella che accompagnava i titoli di coda, rispettivamente, Ma la notte no (che fu proposto anche come titolo della trasmissione in alternativa a Quelli della notte) e Il materasso.
La trasmissione comprendeva una sezione in cui venivano fatti esibire artisti e gruppi italiani sconosciuti, scelti tra coloro che inviavano una demo. Va segnalata, a testimoniare la particolare sensibilità di Renzo Arbore come talent-scout, la prima esibizione televisiva del gruppo catanese Denovo, destinato a diventare una delle band italiane più interessanti degli anni ottanta.
In seguito al successo ottenuto la banda Arbore tornò con Indietro tutta! e successivamente ancora con Speciale per me, ovvero meno siamo meglio stiamo.

## Nella sociologia deimass media
Si ritiene che Quelli della notte abbia inaugurato una svolta negli anni Ottanta: rivoluzionò stile comico, ritmo e strutture del programma serale della ex televisione pubblica monopolistica, diventando modello per format successivi. La trasmissione diede luogo ad un doppio livello comunicativo: il programma era capace di parlare sia al pubblico “colto”, con riferimenti intellettuali e satira sottile, sia alla massa, con gag semplici e intrattenimento puro; i partecipanti interagivano liberamente, senza scaletta rigida, in dialoghi spesso improvvisati e colti, ma resi popolari da battute alla portata di tutti.
Di fatto, la trasmissione venne paragonata a una jam session, in cui la spontaneità e la complicità tra i protagonisti creavano un’esperienza culturalmente stratificata ed emozionante.
Quelli della notte è stato anche uno spazio di evoluzione del costume nazionale, grazie alle opinioni critiche che esprimeva - tra l'altro verso la televisione dominante del tempo - rivolgendosi ad un pubblico colto che trovava identità critica e satirica in un format fatto di improvvisazione provocatoria, parodie di talk show seri e di figure istituzionali.

## Ospiti
- Andy Luotto interpretava inizialmente il personaggio di Harmand che punteggiava ogni sua frase nel suo arabo di fantasia, con il tormentone popl' arab'. Il personaggio suscitò le proteste ufficiali di alcune ambasciate di Paesi mediorientali e lo stesso attore fu fatto segno di minacce personali. Gli autori decisero allora di eliminare il contestato personaggio dell'arabo l'ultima settimana, facendo interpretare a Luotto la caricatura di un ricco italo-statunitense di Brooklyn[7] durante l'ultima puntata.
- Mario Marenco celebre comico e attore italiano, prese parte a Quelli della notte nel 1985, portando sullo schermo alcuni dei suoi personaggi surreali più iconici. Già noto per il suo stile grottesco e intellettuale, Marenco contribuì al successo della trasmissione ideata e condotta da Renzo Arbore con figure come il Professor Aristogitone, dalle argomentazioni improbabili e deliranti, e altri personaggi stravaganti che incarnavano un umorismo colto e non convenzionale. Il suo intervento comico, fatto di nonsense e battute sottili, divenne uno degli elementi distintivi del programma, consolidando il suo ruolo nel panorama della televisione satirica italiana.
- Nino Frassica interpretava frate Antonino da Scasazza, un improbabile frate il cui linguaggio è un miscuglio di parole storpiate e interpretazioni sbagliate. Frate Antonino fu uno dei suoi personaggi più riusciti, le cui tracce sono perdurate nelle sue performance degli anni successivi.
- Maurizio Ferrini interpretava un improbabile comunista romagnolo, rappresentante di pedalò della ditta "Cesenautica", che presumeva di svelare fantomatici segreti della Russia sovietica e vantava inesistenti silos pieni di pedalò, condendo ogni suo intervento con il tormentone: «Non lo capisco, ma mi adeguo». Indossava generalmente un completo spezzato, giacca a quadrettoni e camicia con lo stesso motivo; caratteristico è il suo borsello, che secondo lui era la preda bramata da Pazzaglia, dando vita a dibattiti spassosi tra i due, dove Ferrini criticava il comportamento dei meridionali. In una puntata proclamò di voler costruire un muro ad Ancona per separare il nord dal sud Italia.
- Riccardo Pazzaglia interpretava un brillante scrittore e paroliere che tentava vanamente di innalzare il livello culturale della discussione, ma che ogni volta finiva trascinato dagli altri partecipanti al salotto negli argomenti più banali; ridotto alla fame, confidava, dopo la trasmissione, di ricevere in regalo dalla Rai il vestito e le scarpe. Una delle sue espressioni più ricorrenti era "Il livello è basso".
- Roberto D'Agostino era il lookologo, che dissertava sui nuovi trend sociali. Autore dell'espressione edonismo reaganiano, citava come un tormentone il romanzo L'insostenibile leggerezza dell'essere di Milan Kundera, che allora andava per la maggiore, e l'Estetica del brutto di Johann Karl Friedrich Rosenkranz.
- Massimo Catalano, noto jazzista, interpretava un viveur caprese, la cui caratteristica era formulare aforismi attraverso cui esprimere delle assolute ovvietà, del tipo: «Meglio essere ricchi e in salute che poveri e malati», «Meglio sposare una donna ricca, bella e intelligente che una donna brutta, povera e stupida». Persino nel linguaggio comune degli italiani, per un certo periodo, l'espressione "Catalanata" fu sinonimo di "detto lapalissiano".
- Dario Salvatori era l'"esperto" di musica della trasmissione.
- Richard Benson, in quel periodo conduttore di Ottava nota su TVA 40, aveva il ruolo del "metallaro" durante la look-parade condotta da Roberto D'Agostino.
- Angelo Antonio Toriello, in arte Marvin, interpretava canzoni anni Cinquanta come Dean Martin (mentre Arbore si esibiva come Elvis).
- Gino Ventura, artista multidisciplinare, eseguiva in varie puntate numeri diversi, da imitazioni a giochi di prestigio[8]

## Quelli della notte in cattedra

Il 18 giugno 2025 in prima serata su Rai 5 è andata in onda una speciale lezione condotta da Arbore con Roberto D'Agostino e Aldo Grasso, dedicata ai 40 anni del programma, con ospiti i principali protagonisti dello show, registrato all'università Sapienza di Roma.

## Colonna sonora
(Sigla della trasmissione)